# Thảm sát Ngân Sơn - Chí Thạnh
Thảm sát Ngân Sơn - Chí Thạnh xảy ra tại Phú Yên ngày 7 tháng 9 năm 1954, khi Quân đội Quốc gia Việt Nam bắn vào đoàn người biểu tình ở dốc Nhà Thương và khu Nhà hát Nhân dân huyện làm 79 người chết và 76 người bị thương.

## Diễn biến
Sau khi hiệp định Geneve có hiệu lực, chính quyền Ngô Đình Diệm lần lượt đưa quân đội ra tiếp quản vùng Việt Minh kiểm soát trong Chiến tranh Đông Dương.
Ngày 7/9/1954, ba đại đội thuộc tiểu đoàn 10 quân đội Quốc gia Việt Nam đến Ngân Sơn tiếp quản. Đại đội 1 đóng trên quốc lộ, đại đội 2 đóng ở phía đông trường tiểu học, đại đội 3 do đại úy Đê chỉ huy đóng tại trường học. Đại úy Đê đi ra sau trường, vào nhà ông Bành Liến thấy trên bàn thờ có ảnh Chủ tịch Hồ Chí Minh liền giật xuống. Vợ ông Bành Liến lúc bấy giờ đang quét sân, dùng chổi đánh viên sĩ quan này. Anh ta quay ra xô xát với chủ nhà. Cả nhà cùng tri hô. Nhiều người chạy đến, một lúc sau nhân dân các vùng Ngân Sơn, An Thạch, An Dân… kéo đến phản đối lính Quốc gia Việt Nam. Bất ngờ, đại úy Đê (sách Lịch sử Đảng bộ và nhân dân thị trấn Chí Thạnh viết là tên Võ Duy Đệ) ra lệnh cho lính bắn thẳng vào đám đông trong sân trường. Chín người trúng đạn chết ngay tại chỗ, mười người khác bị thương. Dân chúng vô cùng căm phẫn khiến lính Quốc gia Việt Nam vội vã rút vào Chí Thạnh. Cơ sở Đảng Lao động Việt Nam hoạt động bí mật ở Ngân Sơn vận động nhân dân khiêng những người chết, bị thương đi vào Chí Thạnh tiếp tục đấu tranh với chính quyền Quốc gia Việt Nam.
Lúc này nhân dân các xã An Ninh, An Định, An Cư… cũng rầm rộ kéo đến ủng hộ cuộc đấu tranh. Từ dốc Nhà Thương (nay là phía bắc khu phố Trường Xuân, thị trấn Chí Thạnh), lính Quốc gia Việt Nam đặt súng đại liên bắn thẳng vào đoàn người từ hướng An Ninh lên. Hàng loạt người đổ gục xuống ruộng. Nhân dân từ phía An Định kéo xuống cũng bị lính bắn chết, nhiều người khác cũng gục ngã tại chùa Trường Giác (nay thuộc khu vực sân vân động huyện Tuy An). Trong buổi chiều 7/9/1954 có 79 người chết, 76 người bị thương. Sự phẫn nộ của dân chúng ngày càng dâng cao.